# Arctornis psola
Arctornis psola är en fjärilsart som beskrevs av Collenette 1938. Arctornis psola ingår i släktet Arctornis och familjen tofsspinnare. Inga underarter finns listade i Catalogue of Life.